# Načalovo
Načalovo (in russo Началово?) è un villaggio della Russia europea meridionale, situato nella oblast' di Astrachan'; è il centro amministrativo del distretto Privolžskij.
Si trova nel delta del Volga, 7 km a est di Astrachan'.